# رینبو آیلند
رینبو آیلند (انگلیسی: Rainbow Island) یک فیلم کمدی صامت کوتاه به کارگردانی بیلی گیلبرت است که در سال ۱۹۱۷ منتشر شد.

## بازیگران
- هارولد لوید
- اسناب پالرد
- فرانک الکساندر
- ببه دنیلز
- سمی بروکس
- گاس لئونارد
- فرد سی. نیومیر
- بل میچل